# Challenge d'Europe de snooker
Le Challenge d'Europe (European Challenge en anglais) est un tournoi de snooker professionnel créé en 1991 et disparu en 1993.

## Histoire
Le tournoi est sponsorisé et télévisé par Canal+. Doté de 20 000 £, il a lieu les deux premières années en Belgique à Waregem puis en 1993 à Épernay. Huit joueurs participent à la compétition. Jimmy White s'impose en 1991 et Stephen Hendry remporte les deux éditions suivantes face à Joe Johnson et à Tony Drago.

## Palmarès
| Année                           | Ville                           | Vainqueur                       | Finaliste                       | Score                           | Saison                          |
| Challenge d'Europe (non classé) | Challenge d'Europe (non classé) | Challenge d'Europe (non classé) | Challenge d'Europe (non classé) | Challenge d'Europe (non classé) | Challenge d'Europe (non classé) |
| ------------------------------- | ------------------------------- | ------------------------------- | ------------------------------- | ------------------------------- | ------------------------------- |
| 1991                            | Waregem                         | Jimmy White                     | Steve Davis                     | 4-1                             | 1991-1992                       |
| 1992                            | Waregem                         | Stephen Hendry                  | Joe Johnson                     | 4-0                             | 1992-1993                       |
| 1993                            | Épernay                         | Stephen Hendry (2)              | Tony Drago                      | 5-3                             | 1993-1994                       |

## Bilan par pays
| Pays       | Joueurs | Total | Premier titre | Dernier titre |
| ---------- | ------- | ----- | ------------- | ------------- |
| Écosse     | 1       | 2     | 1992          | 1993          |
| Angleterre | 1       | 1     | 1991          | 1991          |